# أنابيل لي
«أنابيل لي» (بالإنجليزية: Annabel Lee)‏ هي آخر قصيدة كاملة من تأليف الكاتب الأمريكي إدغار آلان بو. وعلى غرار العديد من القصائد بو، فإنها تدور حول وفاة امرأة جميلة. ويعشق الراوي حبيبته أنابيل لي منذ كانوا صغارا، وكان الحب قوي لدرجة أنه حتى الملائكة غارت منهم. ويحتفظ بحبه لها حتى بعد وفاتها. وكان هناك نقاش إن كان هناك أي شخصية كانت مصدر إلهام لقصيدة «أنابيل لي». وتم ترشيح العديد من النساء، فالاحتمال أكبر يدور حول زوجة بو وهي فرجينيا إليزا كليم. كتبت القصيدة في عام 1849، لم تنشر إلا بعد وقت قصير من وفاة بو في نفس العام.